# Giulio Bassi
Giulio Bassi (1897) è stato un calciatore italiano, di ruolo attaccante.

## Carriera
Formatosi nel Giovani Calciatori Grifone, passa al Genoa nel 1915, con cui disputerà la Coppa Federale 1915-1916, ottenendo il quarto posto nelle finali nazionali.
Al termine della prima guerra mondiale torna nel Grifone, club con il quale disputerà la Prima Categoria 1919-1920 ottenendo il terzo posto dell'eliminatorie della Liguria.